# جلی‌باکس
جلی باکس (به انگلیسی: Jelly Box) یک پروژه کانال موسیقی در کره جنوبی است که توسط کمپانی جلی‌فیش اداره می‌شود که در ۸ ژوئن ۲۰۱۶ ساخته شد و متعهد شد تا مجلات را به صورت دوره‌ای منتشر کند و هرچند وقت یک بار به واسطهٔ آن آهنگی منتشر می‌شود.

## زمینه و انتشار
در ۳ ژوئن ۲۰۱۶، جلی‌فیش اعلام کرد که پروژه‌ای با عنوان جلی‌باکس ایجاد خواهد شد که طی آن هنرمندان جلی‌فیش، سبک‌های متفاوت‌تری از موسیقی را تجربه خواهند کرد و به عموم ارائه خواهند داد. جلی‌باکس پروژه‌ای مشابه پرندهٔ زرد از جزیرهٔ جلی‌فیش می‌باشد که طی آن هنرمندان کمپانی با کمپانی‌های دیگر همکاری خواهند داشت.

## تک‌آهنگ‌های قابل توجه
اولین تک‌آهنگ منتشر شده تحت این عنوان در تاریخ ۸ ژوئن ۲۰۱۶ توسط پارک یون‌ها و یو سئونگ وو با عنوان «پیک نیک شبانه در تابستان» منتشر شد.
در ۱۴ ژوئیه ۲۰۱۶ تک‌آهنگی با نام «دمن را» توسط راوی از ویکس همراه با سَم و اسپک به همراه موزیک ویدئویی منتشر شد.
سومین تک‌آهنگ با نام «راه پر از گل» توسط سجونگ از گوگودان و زیکو از بلاک بی منتشر شد. موزیک ویدئویی از این آهنگ هم منتشر شد. این آهنگ به محض انتشار در ۲۳ نوامبر ۲۰۱۶ در صدر چارت‌های بسیاری قرار گرفت. هم‌چنین این آهنگ باعث اولین برد سجونگ به عنوان خواننده در موزیک شوهای کره‌ای در ۳۰ نوامبر شد.

## تک‌آهنگ‌ها
| "گردش شبِ تابستان" (여름밤피크닉) | پارک یون‌ها و یو سئونگ وو                                                      | ۸ ژوئن ۲۰۱۶    | —  | —               |  |  |
| "دَمن‌را"                          | راوی (همراه با سم و اسپک)                                                     | ۱۴ ژوئیه ۲۰۱۶  | —  | —               |  |  |
| "راه گل" (꽃길)                  | سجونگ (همراه با زیکو)                                                         | ۳۰ نوامبر ۲۰۱۶ | ۲  | - کره: ۵۳۶٬۲۳۸+ |  |  |
| "افتادن" (니가 내려와)           | سو این گوک ویکس گوگودان پارک یون ها پارک جونگ آه کیم گیو سون کیم یه وون جیئول | ۱۳ دسامبر ۲۰۱۶ | ۳۴ | - کره: ۵۲٬۴۳۹+  |  |  |
|                                  |                                                                               |                |    |                 |  |  |